# Troldhede Sogn
Troldhede Sogn er et sogn i Skjern Provsti (Ribe Stift).
Troldhede Kirke blev indviet i 1907. Det nye Troldhede kirkedistrikt omfattede dele af Nørre Vium Sogn og Sønder Borris Sogn i Bølling Herred samt Assing Sogn og Sønder Felding Sogn i Hammerum Herred - begge herreder hørte til Ringkøbing Amt.
Troldhede kom ved kommunalreformen i 1970 til Videbæk Kommune, der ved strukturreformen i 2007 indgik i Ringkøbing-Skjern Kommune.
I 1980 blev Troldhede Kirkedistrikt udskilt fra de 4 modersogne som det selvstændige Troldhede Sogn.
I Troldhede Sogn findes følgende autoriserede stednavne:
- Bjørslev (bebyggelse)
- Borris Østerland (areal)
- Kirkehede (bebyggelse)
- Kroghøj (areal)
- Troldhede (stationsby)
- Troldhøj (areal)
- Viumkrog (bebyggelse, ejerlav)
- Øster Gåsdal (bebyggelse)